# Soldaat van Oranje
Soldaat van Oranje (br: Soldado de Laranja) é um filme belgo-neerlandês de 1977 dirigido por Paul Verhoeven. .

## Sinopse
Na 2ª Guerra Mundial, após a invasão da Alemanha aos Países Baixos, grupo de estudantes decide liderar uma resistência, e a população deve decidir entre apoiá-los ou se submeter a Hitler.

## Prêmios e indicações
Golden Globes (1980)
- Indicado na categoria de melhor filme estrangeiro.